# H.J. Møen
Hinrich Julius Møen (14. september 1803 i København – 25. januar 1881 sammesteds) var en dansk billedhugger og far til billedhugger W.E. Møen.
H.J.  Møen kom i lære i 1821 i Det kongelige Skibsbilledhuggeri. Møens navn  sættes i forbindelse med udførelsen af kvindefiguren til korvetten  Galathea, 1831. I 1830rne huggede han galionsfigurer  for københavnske redere. I 1842 forlod Møen marinen for at arbejde som  selvstændig billedhugger, men havde biindtægter fra et badehus. Møen  havde billedhuggerværksted med sin søn William Edelhardt Møen som  medarbejder fra 1842.

## Værker
- 1837, Mandlig halvfigur til brig Thorvald af København
- 1839, Galionsornament til bark Jacob af København (Museet for Søfart)
- 1840erne Karikaturer og selvportræt skåret på bjælkehoveder på ejendom på øen i søen i Classens Have, København (er flere bevaret).
- 1850, Galionsfigur, hvalfisk, til Kgl. Grønlandske Handels brig Hvalfisken
- 1855, Kvindelig figur til bark Psyche af København
- 1858, Galionsfigur, svane, til bark Svanen af København
- 1859, Galionsfigur, Hjejle, til hjulskibet Hjejlen af Silkeborg